# Rudolf Wedekind (Theologe)
Rudolf Wedekind (* 18. Juni 1716 in Horst nahe Hannover; † 12. Januar 1778) war evangelischer Theologe (Alttestamentler) und Philosophieprofessor.

## Familie
Rudolf Wedekind entstammt der niedersächsischen Familie Wedekind zur Horst. Er heiratete Sophia Magdalena, Tochter des Göttinger Bürgermeisters Georg Friedrich Morrien. Ihre Kinder waren u. a. der Arzt Georg Wedekind, später Freiherr von Wedekind, zuerst Jakobiner und zuletzt Geheimer Staatsrat in Darmstadt sowie die Schriftstellerin und Übersetzerin Meta Forkel-Liebeskind, geb. Wedekind.

## Leben
Rudolf Wedekind studierte ab 1735 Theologie in Rinteln und ab 1737 Philosophie in Göttingen, wo er 1740 seinen Magister erwarb.
Er war kurzzeitig Konrektor in Northeim, wurde 1741 Konrektor am Gymnasium in Göttingen (heute: Max-Planck-Gymnasium) und übernahm 1743 den Posten des Schuldirektors.
An der philosophischen Fakultät der Universität Göttingen erhielt er 1746 einen Lehrauftrag und 1750 eine außerordentliche Professur, die er bis zu seinem Tod innehatte.
1753 wurde er Rektor der 1734 neugegründeten lateinischen Stadtschule in Göttingen und 1763 Pfarrer an der Göttinger Liebfrauenkirche. Später war er auch Prediger an der St. Albani Kirche.
In den Jahren von 1757 bis 1762 verfasste Rudolf Wedekind ein „Tagregister“, in dem er die Auswirkungen des Siebenjährigen Krieges auf die Stadt Göttingen und ihre Bevölkerung schilderte.